# فانامبويني
فانامبويني (بالإنجليزية: Vanamboini)‏ هي منطقة سكنية تقع في جزر القمر في القمر الكبرى. يقدر عدد سكانها بـ 1,245 نسمة .